# Placas de identificação de veículos na Guiana

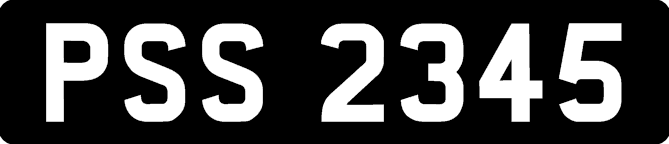
Placa de identificação de veículo da Guiana

As placas de identificação do veículo da Guiana consistem em letras brancas sobre uma chapa preta. O formato é de 2 ou 3 letras seguidas de 4 números. Os 4 números entre 1 e 9999 sem zero à esquerda.

## Arranjo da letra
A primeira letra é o tipo de veículo e são os seguintes:
- P - Privado
- H - Locação/Táxi
- B - Ônibus[1]
- G - Caminhões (Veículos grandes movidos por motor)
- C - Motocicletas
- T - Reboque (Veículo sem alimentação por motor)
- DPL - Diplomatas[2]

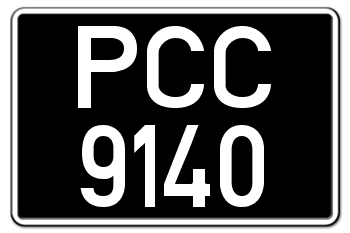
Carro Privado conforme a letra "P"

Específicamente, "As letras e números na placa devem estar indelivelmente escritos em branco sob fundo preto e nenhuma letra ou número deve ser possível de ser removido desta superfície. Adicionalmente, todas as letras e números devem ter três polegadas e meia de comprimento; cada parte de cada letra e número deve tere cinco oitavos de polegada de largura e o comprimento total do espaço ocupado por cada letra e número deve ser de duas polegadas e meia."
Placas diplomáticas têm letras e números pretos sob fundo amarelo e placas de revendedores têm letras e números vermelhos sob fundo branco.
A série é indicada pelas seguintes uma ou duas letras e indica a época em que o veículo foi registrado. Algumas letras podem ser descartadas para evitar confusão com outras, a exemplo de I e Q que são puladas. A primeira série consistia de apenas uma letra. A segunda série consistia de duas letras (lançada entre 1933 e 1970) e ia de PA 1 à PZ 9999. A série atual usa três letras sendo que a segunda é repetida. O primeiro número registrado nesta série seria portanto PAA 1, e após PAA 9999, PBB 1 e assim por diante.
A série SS foi disponibilizada em 2013, TT em 2014, e VV em 2015. A série WW foi disponibilizada no início de 2017, XX em 2018. Em 2019, a Autoridade Fiscal da Guiana cogitou permitir placas personalizadas em antecipação ao esgotamento da érie PZZ.
Devido ao esgotamento da série PZZ, foi anunciado que a próxima série será de PAB 1 à 9999, então PAC 1 à 9999, PAD 1 à 9999 e por aí em diante. É esperado que quando a série PAZ se esgotar, a próxima seja PBA, com a série PBB todas as outras combinações com letras repetidas sendo puladas por já estarem em uso. Este sistema é similar já usado atualmente em Trinidad e Tobago.

## Placas Oficiais

### Presidente
A placa do veículo do Presidente da Guiana sempre foi um Coroa do Cacique dourada sobre um fundo preto. Esta placa é apenas utilizada no veículo que transporta fisicamente o Presidente. Portanto, a placa pode ser removida de um veículo e recolocada em outro, dependendo do veículo que o Presidente está utilizando.

### Primeiro-Ministro
O veículo que transporta o Primeiro-Ministro da Guiana usa uma placa contendo o Brasão de Armas da Guiana na cor prata em preto de fundo.